# Eimeriidae
Eimeriidae (Eimerie) – rodzina pasożytniczych pierwotniaków powodujących zachorowania ludzi i zwierząt należąca do protista. Należą tutaj następujące rodzaje:
- Atoxoplasma
- Barrouxia
- Caryospora
- Caryotropha
- Cyclospora
- Diaspora
- Dorisa
- Dorisiella
- Eimeria
- Grasseella
- Isospora
- Mantonella
- Ovivora
- Pfeifferinella
- Pseudoklossia
- Tyzzeria
- Wenyonella